# Allelujah II
Allelujah II est une pièce symphonique pour cinq groupes d'instruments du compositeur italien Luciano Berio. Une première version intitulée Allelujah I composée pour six groupes vit le jour en 1956 mais est remaniée par son auteur. Elle est créée en 1958 par l'Orchestre de la RAI italienne dirigée conjointement par Bruno Maderna et l'auteur.

## Analyse de l'œuvre
- Un seul mouvement qui expérimente le principe de la spatialisation sonore sur le principe de la variation permanente en mode sériel. L'orchestration utilise un nombre important de percussions.
- Durée d'exécution:  dix-sept minutes.